# Саргемин
Саргемин (фр. Sarreguemines) град је у Француској у региону Лорена, у департману Мозел. Град лежи на реци Сар, на самој граници према немачкој држави Сарланд.
Град је познат по богатој историји производње порцелана. По подацима из 2006. године број становника у месту је био 21.733. Градском железницом Саргемин је повезан са Сарбрикеном у Немачкој.

## Демографија
| 1962.  | 1968.  | 1975.  | 1982.  | 1990.  | 1999.  | 2006.  | 2011.  |
| ------ | ------ | ------ | ------ | ------ | ------ | ------ | ------ |
| 17.866 | 24.846 | 25.684 | 24.763 | 23.117 | 23.202 | 21.733 | 21.604 |